# Ioan Alexandru (jurist)
Ioan Alexandru (n. 28 septembrie 1939, Tohanu Nou, Brașov, România – d. 16 noiembrie 2023) a fost un jurist român, profesor universitar, doctor și reputat teoretician în domeniul științelor administrative. 
Obține diploma de licență în cadrul Facultății de Drept din București în 1961. Urmează apoi cursuri post-universitare în organizarea și conducerea administrației publice, precum și cursuri de limbi straine. Acestora li se adaugă stagiile de specializare la Colegiul Europei (Bruges, Belgia) și la Institutul European de Administrație Publică (Maastricht, Olanda) din anii 1992-1993. Susține teza de doctorat în 1975, sub îndrumarea profesorilor Ioan Ceterchi și Ion Vântu. 
În 1992 este confirmat în calitate de profesor universitar în specializarea Drept administrativ și Știința administrației, iar în 2001 conducător de doctorat în Drept și Științe Administrative.

## Opera
- Ioan Alexandru: Autocrația electivă vs. Democrația parlamentară, Editura Universul Juridic, București 2015, ISBN 978-606-673-671-8
- Ioan Alexandru: Democrația constituțională - Utopie și/sau Realitate, Editura Universul Juridic, București 2012, ISBN 978-973-127-775-2
- Ioan Alexandru: Interdisciplinaritatea. Noua paradigmă în cercetarea și reformarea administrației publice, Editura Academiei Române, București, 2010, ISBN 978-973-27-1939-8
- Ioan Alexandru: Tratat de administrație publică, Editura Universul Juridic, București, 2008, ISBN 978-973-8929-92-0
- Ioan Alexandru: Drept Administrativ European, Editura Universul Juridic, București, 2008, ISBN 978-973-127-081-4
  - Ediția a II-a, revăzută și adăugită,2010, ISBN 978-973-127-252-8
- Ioan Alexandru, Mihaela Cărăușan, Ilie Gorjan, Ivan Vasile Ivanoff, Cezar Corneliu Manda, Alina-Livia Nicu, Crina Rădulescu, Cătălin Silviu Sararu: Dreptul administrativ în Uniunea Europeană, Editura Lumina Lex, București, 2007;
- Ioan Alexandru: Administrația Publică: Teorii, Realități, Perspective, Ediția a IV-a, Editura Lumina Lex, București, 2007;
- Ioan Alexandru și colectiv: Drept Administrativ, Ediția a II-a, Editura Lumina Lex, București, 2007;
- Ioan Alexandru și colectiv: Cursul de Drept Administrativ European, Ediția a II-a, Editura Lumina Lex, București, 2006;
- Ioan Alexandru și colectiv: Drept Administrativ, Ediția I, Editura Lumina Lex, București, 2005;
- Ioan Alexandru și colectiv: Cursul de Drept Administrativ European, Ediția I, Editura Lumina Lex, București, 2005;
- Ioan Alexandru: Dreptul și managementul, Editura All Beck, București, 2004;
- Ioan Alexandru: Politică, Administrație, Justiție, Editura All Beck, București, 2004;
- Ioan Alexandru: Drept Administrativ Comparat, Ediția a II-a, Editura Lumina Lex, București, 2003;
- Ioan Alexandru și colectiv: Drept Administrativ, Ediția a II-a, Editura Economica, București, 2003;
- Ioan Alexandru: Ministerul Public între executiv și justiție, Editura Lumina Lex, București, 2002;
- Ioan Alexandru: Administrația Publică: Teorii, Realități, Perspective, Ediția a III-a, Editura Lumina Lex, București, 2002;
- Ioan Alexandru și colectiv: Drept Administrativ, Ediția I, Editura Economică, București, 2002;
- Ioan Alexandru: Știința administrației, Editura Economică, București, 2001;
- Ioan Alexandru: Criza administrației, Editura All Beck, București, 2001;
- Ioan Alexandru și colectiv: Serviciile publice, Editura Economică, București, 2000;
- Ioan Alexandru: Drept Administrativ Comparat, Ediția I, Editura Lumina Lex, București, 2000;
- Ioan Alexandru: Administrația Publică: Teorii, Realități, Perspective, Ediția a II-a, Editura Lumina Lex, București, 2000;
- Ioan Alexandru: Curente de gândire privind administrația publică, Editura Economică, București, 2000;
- Ioan Alexandru și colectiv: Drept administrativ, Editura OMNIA, Brașov, 1999;
- Ioan Alexandru: Administrația Publică: Teorii, Realități, Perspective, Ediția I, Editura Lumina Lex, București, 1999;
- Ioan Alexandru și colectiv: Introducere în studiul procesului de cooperare interregională (cu specială privire la problematica transfrontalieră), Editura Sylvi, București, 1997;
- Ioan Alexandru: Introducere în teoria administrației publice, Editura Sylvi, București, 1997;
- Ioan Alexandru: Structuri, mecanisme și institutii administrative, Editura Sylvi, București, 1996;
- Ioan Alexandru și colectiv: Democrația locală în România contemporană, Editura Realitatea, București, 1995;
- Ioan Ceterchi și Francisc Deak (coord.), Ioan Alexandru: Probleme fundamentale ale statului și dreptului socialist român, Academia de Studii Social-Politice, 1980;
- Ioan Alexandru și colectiv: Probleme ale administrației de stat în Republica Socialistă România (culegere de suporturi de curs), Centrul de Perfecționare și Pregătire a Cadrelor din Economie și Administrația de Stat, 1979;
- Ioan Alexandru și colectiv: Drept românesc contemporan. Evoluție și perspective, Editura Științifică și Enciclopedică, București, 1977.

## Distincții

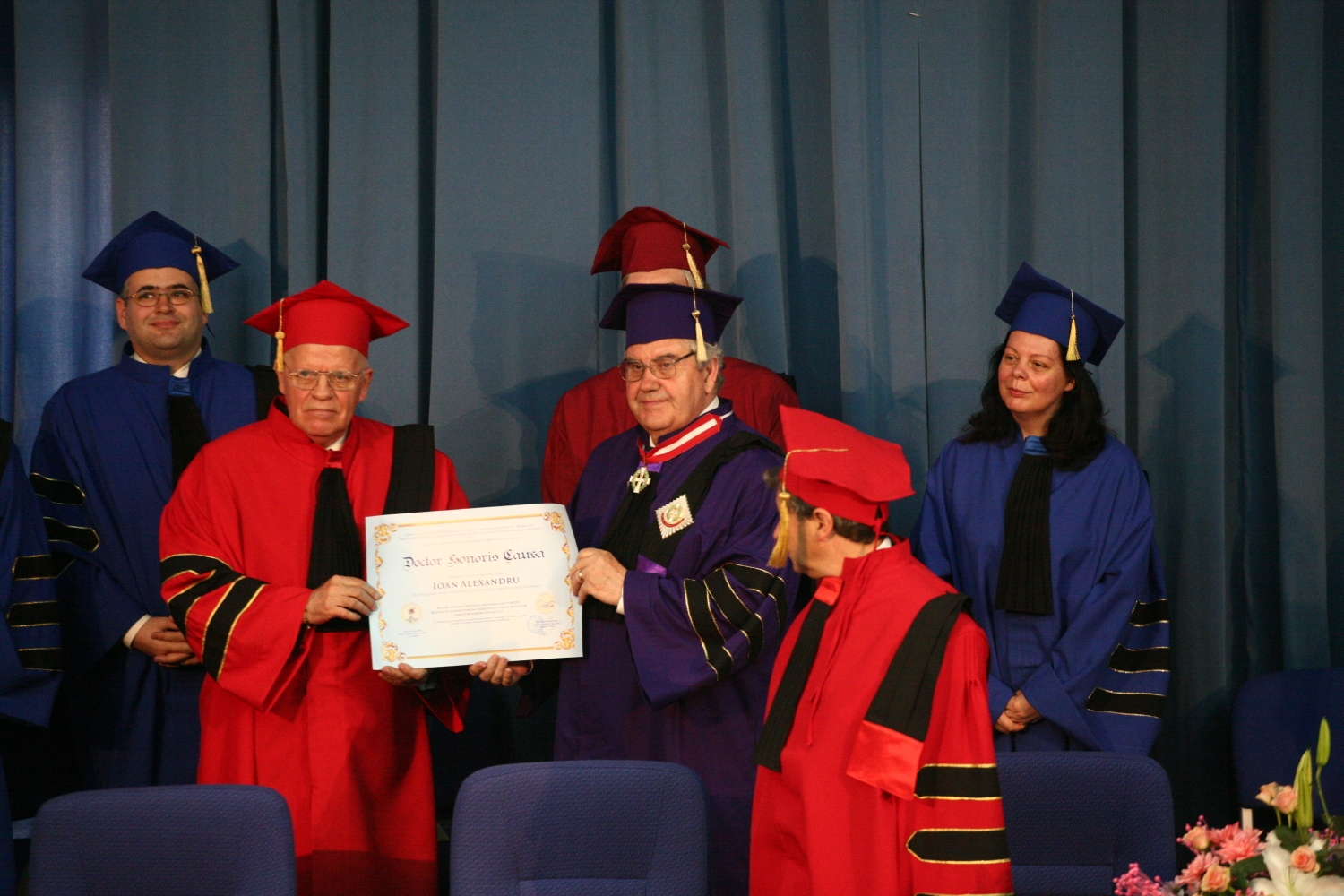
Conferirea titlului de Doctor honoris causa, Universitatea Danubius, 2010

- Premiul Andrei Rădulescu pentru „Tratat de Administrație Publică”, acordat de Academia Română
- Titlul de Doctor honoris causa al Universității Danubius din Galați, 2010;
- Premiul Paul Negulescu pentru „Tratat de Administrație Publică”, acordat de Uniunea Juriștilor din România, 2008;
- Premiul Anibal Teodorescu pentru „Sisteme politico-administrative europene”, acordat de Uniunea Juriștilor din România, 2007;
- Premiul "Mircea Manolescu" pentru „Politică, administrație, justiție”, acordat de Uniunea Juriștilor din România, 2004;
- Premiul Victor Dan Zlătescu pentru „Drept administrativ comparat”, acordat de Uniunea Juriștilor din România, 2003;
- Ordinul Național pentru Merit în gradul de Cavaler prin Decretul nr. 161 din 22 noiembrie 2002 al Președintelui României.
- Premiul Andrei Rădulescu pentru „Criza administrației”, acordat de Uniunea Juriștilor din România, 2001;
- Diploma Center for Information and Social Improvement on Behalf of the European House, Denmark, 1998;
- Diploma de onoare pentru locul I eliberată de Universitatea Anghel Rugină Galați (Danubius) pentru comunicări științifice, 1998.
- Diploma Institutului Român de Management, 1997;
- Premiul Mircea Manolescu și Diploma de Onoare pentru Cercetări interdisciplinare, acordat de Uniunea Juriștilor din România, 1995.